# Deonomastik
Die Deonomastik beschäftigt sich mit Wörtern, die von Namen abgeleitet sind. Sie ist eine Teildisziplin der historischen Sprachwissenschaft im Schnittfeld von Namenforschung, Wortschatz- und Wortbildungsforschung. 
Die Deonomastik umfasst:
- Das Erschließen des Deonymenbestands eines Wort- und Namenwortschatzes etymologisch und lexikographisch.
- Die Untersuchung semantischer und kognitiver Prozesse der metaphorischen und metonymischen oder synekdochalen Bedeutungsübertragung.
- Die Untersuchung der morphologischen und gegebenenfalls phraseologischen Bildungsprozesse, die bei der Deonymisierung von Eigennamen zum Tragen kommen.

Deonyme sind Bezeichnungen, die durch Ableitung von Eigennamen entstanden sind (vgl. Beispiele). Auch Eponym wird verwendet (vgl. Artikel Eponym (Sprachwissenschaft) sowie Abschnitt Terminologie unten).
Dabei handelt es sich zum einen um Gattungsnamen (Appellativa), Stoffnamen (Kontinuativa), Verben, Adjektive oder Interjektionen, die jeweils aus Eigennamen abgeleitet sind, zum anderen um abgeleitete Eigennamen, sofern diese (wie zum Beispiel aus Personennamen abgeleitete Ortsnamen) durch Ableitung aus anderen Eigennamen entstanden sind.

## Terminologie
Der Terminus Deonomastik ist eine lateinisch und griechisch basierte Neuschöpfung (aus lat. de „von, ab“ und ὀνομαστικόν ónomastikón „namensbezogen“), die der italienische Linguist Enzo La Stella 1982 in einem für die methodische und terminologische Formierung der Deonomastik grundlegenden Beitrag einführte, indem er aus italienisch derivativo onomastico („Ableitung aus einem Namen“) die Kontraktion deonomastico (später eingedeutscht als Deonomastikon, Plural Deonomastika) bildete und hieraus auch den Namen der Disziplin (la deonomastica „die Deonomastik“) ableitete. Als Bezeichnung der Disziplin hat sich diese Begriffsbildung seither besonders in der romanischen und in der deutschsprachigen Sprachwissenschaft durchgesetzt.
Für den Eigennamen als Basis einer Ableitung, für den in der vorausgegangenen Forschung außer den allgemein üblichen Termini für Eigennamen (Toponym, Anthroponym, Ethnonym usw.) kein eigener Terminus technicus üblich war, hat sich im Anschluss an La Stella die Bezeichnung Eponym eingebürgert (von griech. ἐπι „an, bei, nach“ und ὀνομα „Name“). Mit einer Bedeutungsverschiebung vom Namensträger auf dessen Namen, die in den Altertumswissenschaften schon seit dem 19. Jahrhundert vereinzelt vollzogen wurde, knüpft diese Begriffsverwendung an die schon im antiken und altertumswissenschaftlichen Sprachgebrauch vorherrschende Hauptbedeutung des Begriffs im Sinne von „namengebend, Namengeber“ an, wonach ein Eponym der Träger eines Eigennamens ist (meist eine mythische oder geschichtliche Gründergestalt), auf den ein Ethno- oder Toponym zurückgeführt wird (siehe eponymer Heros), oder ein Amtsträger (Archon, Konsul oder sonstiger „eponymer Beamter“), mit dessen Namen in Datumsangaben die Kalenderperiode seiner Amtszeit benannt wurde (siehe Archon eponymos, Eponymenliste).
Für das Ergebnis der Ableitung wiederum, das Namensderivat, für das in der älteren deutschen Fachsprache Bezeichnungen wie Eigennamenwort oder Appellativname gebräuchlich waren, haben sich in der Deonomastik im Anschluss an eine in der Germanistik von Wolfgang Fleischer eingeführte Begrifflichkeit die Termini Deonym und deonymische Ableitung etabliert, während der von La Stella hierfür geprägte Terminus Deonomastikon sich in dieser Bedeutung weniger durchsetzen konnte, sondern vorwiegend noch als Gattungsbezeichnung (in Analogie zu [βιβλίον] ὀνομαστικόν „Buch über Namen, Onomastikon“) für ein Wörterbuch von Deonymen beibehalten wurde.
In der englischsprachigen oder vom englischen Sprachgebrauch geprägten Sprachwissenschaft und in der Slavistik, soweit sie sich ebenfalls mit Ableitungen aus Eigennamen befassen und sich der deonomastischen Terminologie in der Nachfolge La Stellas nicht angeschlossen haben, wird demgegenüber als Eponym das Ergebnis der Ableitung bezeichnet, ohne festen Gegenbegriff für den als Basis zugrunde liegenden Eigennamen, der hierbei weder terminologisch noch oft der Sache nach von seiner abgeleiteten oder appellativierten Verwendung unterschieden wird. Diese Verwendungsweise des Begriffs Eponym knüpft an eine im amerikanischen Englisch im 19. Jahrhundert aufgekommene Bedeutungsverschiebung an, bei der die Bedeutung des Terminus vom Namensträger nicht auf dessen Namen, sondern auf die Ableitung aus seinem Namen übertragen wurde. Sie ist außerhalb der Sprachwissenschaft besonders in wissenschafts- und technikgeschichtlicher sowie in populärwissenschaftlicher Literatur verbreitet, wo es dann zumeist um „kommemorative“ Ableitungen aus den Namen von Entdeckern, Erstbeschreibern und anderen geschichtlichen Personen oder um Appellativierungen von Markennamen geht, hat jedoch auch in die sprachwissenschaftliche Literatur Einzug gehalten, wo sie zwar verschiedentlich als „weniger angemessen“ und Quelle möglicher Missverständnisse kritisiert wurde, aber weiterhin in Konkurrenz zur deonomastischen Terminologie in der Nachfolge La Stellas steht.
Der durch den Sprachgebrauch oder eine namengebende Institution bewirkte Prozess der Ableitung eines Deonyms aus einem Eponym im Verständnis der Deonomastik wird von dieser als Deonomysierung bezeichnet. Der komplementäre Begriff Eponymisierung ist sprachwissenschaftlich nicht etabliert, sondern ein Fachbegriff der Altertumswissenschaften, der damit die Reinterpretation eines gegebenen Toponyms oder Ethnonyms durch Herleitung von dem Namen eines mythischen oder geschichtlichen Individuums bezeichnet, weil hierbei der gegebene, als abgeleitet interpretierte Name mit einem Eponym im Sinne eines primären Namensträgers versehen wird. Als eine Art Synonym zu Deonymisierung und zugleich als eine Bezeichnung für die wissenschaftliche Untersuchung von Deonymen und für deren Gegenstandsgebiet wird jedoch zuweilen engl. eponymy und frz. éponymie verwendet, während der Begriff ebenso wie im Deutschen Eponymie ansonsten altertumswissenschaftlich definiert ist, als Bezeichnung für die Funktion und Amtsperiode eines eponymen Beamten (dann gleichbedeutend mit Eponymat), oder als Bezeichnung für einen sprechenden Namen oder Beinamen, der der dann seinerseits im Sinne einer geographischen oder genealogischen Zuschreibung deonymisch aus einem Eigennamen abgeleitet sein, aber auch ohne solche Ableitungsbeziehung zur Hervorhebung von Eigenschaften des Namensträgers dienen kann.

## Beispiele für Deonyme
Deonyme aus Personennamen:
- Algorithmus – über lateinisch algorismus aus dem Namen des Mathematikers Muhammad ibn Musa al-Chwarizmi, der seinerseits nach seiner Geburtsheimat Chwarezm südlich des Aralsees bezeichnet wurde.
- Diesel(kraftstoff) – aus dem Namen des Ingenieurs Rudolf Diesel, Erfinder des Dieselmotors
- Guillotine (dt. „Fallbeil“), guillotinieren („mit dem Fallbeil hinrichten“) – nach dem französischen Arzt Joseph-Ignace Guillotin, der die Einführung einer einfachen Maschine zur Enthauptung zum Tode verurteilter Straftäter anregte und so zur Einführung des Fallbeils in der Zeit der französischen Revolution beitrug.
- Kremser, Pferdebus mit textilem Verdeck – nach dem Berliner Fuhrunternehmer Simon Kremser, der mit derartigen Wagen den Busverkehr in Berlin einführte – aber nicht aus Krems an der Donau kam, sondern aus Schlesien
- Lynchjustiz – nach Charles Lynch, der zur Zeit des Amerikanischen Unabhängigkeitskrieges als Richter Haftstrafen (aber wohl keine Todesstrafen) ohne gesetzliche Grundlage verhängte
- Marionette, „Gliederpuppe“ – über französisch marionnette aus einer Verkleinerungsform des Namens Maria
- Röntgenstrahlen, röntgen („mit Röntgenstrahlen durchleuchten“) – aus dem Namen des Physikers Wilhelm Conrad Röntgen

aus Toponymen:
- Amerikaner – Feingebäck
- Berliner – Gebäck nach Berliner Art, in Berlin und dessen weiter Umgebung als Pfannkuchen bezeichnet
- Engländer – verstellbarer Schraubenschlüssel
- Frankfurter – Brühwürste mit feiner Füllung, insb. in Österreich so bezeichnet
- Franzose – verstellbarer Schraubenschlüssel
- Heller – nach der Stadt Schwäbisch Hall
- Japaner – zweirädrige Schubkarre
- Kaffee – nach der Äthiopischen Region Kaffa, in der dieses Genussmittel frühzeitig kultiviert wurde
- Kutsche – nach der ungarischen Ortschaft Kocs
- Limousine – nach der französischen Stadt Limoges und ihrem Umland Limousin
- Mokka – nach der arabischen Hafenstadt Mokka, über die viele der in Äthiopien produzierten Kaffeebohnen in den Welthandel gelangten
- Pfirsich – aus lateinisch «persicum», persisch
- Pils – Bier aus der Stadt Pilsen, dann allgemein „Bier nach der Brauweise der Stadt Pilsen“
- Schweizer
  - Milch-Viehwirt
  - Wächter
- Wiener – Brühwürste mit feiner Füllung, insb. in Bayern so bezeichnet
- wienern – „weißes Leder mit Wiener Kalk reinigen“, dann allgemein „blank putzen“

aus Firmen- und Markennamen:
- Duspol – Spannungsprüfer der Benning Elektrotechnik und Elektronik GmbH & Co. KG in Bocholt
- Föhn/Foen – zwei Schritte: Nach dem Naturphänomen des warmen Fallwindes bezeichnete die Firma Sanitas 1909 ihren Markenartikel, nach diesem die von vielen Herstellern produzierte Gerätegattung von Haartrocknern und deren Anwendung, ‚föhnen‘
- Flex, flexen – Winkelschleifer des Herstellers Flex in Steinheim, davon das ugs. Verb flexen für „mit dem Winkelschleifer bearbeiten / abtrennen“
- googeln – „die Suchmaschine Google benutzen“, dann allgemein „eine Suchmaschine im World Wide Web benutzen“
- Heroin – registrierter Markenname der Bayer AG für die von ihr entwickelte Substanz Diacetylmorphin
- Inbusschlüssel/-schraube – Innensechskantschlüssel/-schraube der Firma Bauer und Schaurte. Das Akronym „Inbus“ steht für „Innensechskantschraube Bauer und Schaurte“.
- kärchern – etwas mit einem Hochdruckreiniger säubern. Abgeleitet vom Hersteller Kärcher in Winnenden.
- Kelomat – Schnellkochtopf (in Österreich)
- photoshoppen – ein Bild mit einer Bildbearbeitungssoftware wie beispielsweise Adobe Photoshop bearbeiten, heute meist abwertend
- Styropor - ursprünglich Markenname der BASF für aufgeschäumtes Polystyrol, heute als allgemeiner Gattungsbegriff etabliert.
- Tempo – Papiertaschentuch der Vereinigten Papierwerke Nürnberg, benannt nach dem deutschen Allgemeinbegriff „Tempo“ im Sinne von Geschwindigkeit, einer Umdeutung des italienischen Allgemeinbegriffs «tempo» („Zeit“, „musikalischer Rhythmus“), dann allgemein „Papiertaschentuch“
- Tesa bzw. Tesafilm – Klebeband der Firma tesa SE, einer Tochterfirma der Beiersdorf AG, dann allgemein „Klebeband“
  - in Österreich: Tixo – Klebeband der Kores AG, heute ebenfalls eine Marke der Beiersdorf AG
- Thermoskanne oder Thermos für eine Isolierkanne, von der 1904 von Reinhold Burger begründeten Marke
- Uhu – nach dem Vogel Uhu benannter und von der Firma  UHU GmbH & Co. KG vertriebener Klebstoff nach der Rezeptur des Apothekers August Fischer, dann allgemein „Klebstoff“, „Alleskleber“
- Walkman – mobiles Kassettenabspielgerät der Firma Sony

Ungeeignete Beispiele:
- Dass die Bezeichnung der Sonne als wichtigster Lichtquelle unseres Planeten vielfach in übertragenem Sinne verwendet wird, ist selbstverständlich, ebenso, dass man ihr in animistischer Weise Eigenschaften einer Person andichtete.
- Solange nur der Mond unserer Erde bekannt war, war „Mond“ notwendigerweise nur die Bezeichnung dieses einen Gestirns. Als die Astronomie entdeckte, dass andere Planeten gleichartige Satelliten haben, war es selbstverständlich, auch diese als Monde zu bezeichnen, wodurch allerdings aus einem Eigennamen ein Gattungsbegriff wurde.